# Triade (Kultur)
Die Triade, das philosophische Trinitäts- oder Dreifaltigkeitsdenken, auch Trialismus genannt, stellt eine Form der Dialektik dar, die unter anderem verwendet wird, um die sozialreale menschliche Kultur als ein verbindendes „Drittes“ zwischen Sollen und Sein darzustellen.
Die Dreizahl, die Triade, der Methoden bildet ihre Grundlage. Das triadische Denken schließt dabei erkenntnistheoretische Lücken zwischen dem dyadischen Denken, dem Methodendualismus einerseits und dem bunten Methodenpluralismus andererseits.

## Verwendung
Die Begriffe der Triade, des Dreifaltigkeitsdenkens oder des Trialismus werden weit weniger benutzt als derjenige des Dualismus, bei dem der Trialismus auch zum Teil als Unterform mitbehandelt wird. Aber seine Ausprägungen werden häufig verwendet. Im englischen Sprachraum verwendet man für die Dreierform auch die lateinische Bezeichnung „tripartite“.
Die drei bekanntesten Dreifaltigkeitsformeln, die jeweils die menschliche Kultur, und zwar diejenige aus der westlichen Sicht, betreffen, lauten:
- „Gottvater, Sohn und heiliger Geist“ (Religion),
- „Freiheit, Gleichheit und Solidarität (Brüderlichkeit)“ (Politik),
- „Körper, Seele und Geist“ (Menschenbild).

Das Staatsrecht kennt zudem die Trinitäten von „Exekutive, Legislative und Judikative“ und von „Staatsvolk, Staatsgewalt und Staatsgebiet“.
Eine Drei-Welten-Lehre wird schon von Gottlob Frege (1918) als notwendiges „drittes Reich“ eingefordert. Den Begriff einer „Welt 3“ verwendet später Karl Popper.

## Begründung und Kritik der Drei-Welten-Lehre
Die Begründung dieser Triade lautet: Die sozialreale (westliche) Kultur ergänzt, umfasst und erträgt die bipolare Zweiheit von (idealistischer) Philosophie und (empirischer) Naturwissenschaften. Die sozialreale Sicht der Sozialwissenschaften und die philosophischen Ansätze der Phänomenologie und des Pragmatismus führen zu etwas Drittem.
Der Rechtsphilosoph Gustav Radbruch verwendet dafür den weiten Begriff der Kultur: „Natur und Ideal, und über die Kluft zwischen ihnen ... der niemals vollendbare Brückenschlag der Kultur ...“ und bekennt sich anschließend zu der Methode des „Trialismus“. Axel Montenbruck baut in seiner Rechtsphilosophie auf Radbruchs Trialismus auf. Montenbruck beschreibt zudem „... mit dem Wort von der „Mittelwelt“ den „sozialrealen Ort“  ... „den der westliche Mensch“ ... als seine eigene und weitgehend selbst geschaffene sozialreale Zivilisation begreifen könnte.“ Damit verortet er die sozialreale Wirklichkeit der Kultur und ersetzt den Begriff der Kultur durch den politischeren der „Zivilisation“.
Kritisch gesehen, beinhaltet das triadische Denken die Tendenz zum Ganzheitlichen (Holismus), es führt zu einem Relativismus und neigt zur theoriearmen Art des Pragmatismus. Gegenüber dem Pluralismus der Methoden erscheint es wiederum als unzulässige Vereinfachung. Denn jede Fachwissenschaft verfügt bei näherer Betrachtung über eine eigene Methode des Denkens.

## Trialismus und Dualismus
Aus der meist bipolaren Sicht des Dualismus lassen sich die triadischen Sichtweisen stets auf eine Zweiheit zurückführen. Der Trialismus erscheint dann als Unterart des Dualismus, weshalb das triadische Denken unter diesem Begriff mit erörtert wird. Aber aus triadischer Sicht steckt umgekehrt in jedem dualen Gegen-, Neben oder auch Miteinander, etwa von Sein und Sollen, der Keim von etwas gemeinsamem Dritten.
Auch die aristotelische Lehre von der an sich unbeschreibbaren „Mitte“ zwischen zwei Extremen („Die Extreme scheinen einander gegenüberzustehen, weil die Mitte keinen Namen hat.“) oder die Ansicht, die grundsätzlich zwischen verschiedenen Werten eine vernünftige Abwägung verlangt, verwenden die Form des triadischen Denkens.

## Triadisches Denken und Dialektik
Die einfachste Formel für das dialektische Denken lautet: These, Antithese und Synthese. Während diese häufig dynamischen Charakter aufweist, indem die Synthese als das höhere Ziel erscheint, verkörpert der Trialismus, wie die Triaden in der Regel, eine statische Dreifaltigkeit. Ihre drei Elemente erscheinen von gleicher Qualität und besitzen allenfalls unterschiedliches Gewicht.

## Einzelne Ausrichtungen und Lehren

### Triadisches Denken und christliche Trinität
Das christliche Triadische Denken umschreibt der Begriff der Trinität.

### Die „Dreiheit“ in Philosophie und Naturwissenschaft
Die gemeinsame Geschichte und gegenwärtige Drei-Welten-Lehren in Philosophie und Naturwissenschaften werden ausführlich im Zusammenhang mit dem Dualismus erörtert. Insbesondere Karl Poppers Drei-Welten-Lehre zählt dazu. Seine dritte Welt umfasst die verobjektivierten Kulturgüter, die Soziobiologen analog zu den Genen auch als Meme bezeichnen.

### Drei-Welten-Lehre und sozialreales Recht
Das Recht, das selbst zwar vorrangig normativ zu verstehen ist, setzt die Menschen aus sozialer Sicht vor die alltägliche Aufgabe, Sollen und Sein entweder zu verbinden oder mit seiner Polarität, und das heißt dem ständigen Rechtsbruch zu leben. Dafür bilden und dazu pflegen die Menschen eigene Rechtskulturen. In animistischen Zivilisationen handelt es sich um Riten für den Umgang mit Tabubrüchen.
Hermann Kantorowicz entwickelte (1925) für das Recht eine „Drei-Welten-Lehre“ beziehungsweise einen „erkenntnistheoretischen Trialismus“. Zu unterscheiden sei zwischen
- Sinneswissenschaften,
- Wertewissenschaften und
- Wirklichkeitswissenschaften.[4]

Ebenso bekennt sich Gustav Radbruch in seiner Rechtsphilosophie (1932) zum Trialismus und er öffnet seien Ansatz zudem für eine vierte, die religiöse Sicht: „... So wird der Übergang vollzogen von einem Dualismus zu einem Trialismus der Betrachtungsweisen (wenn man hier von der vierten, der religiösen Betrachtungsweise einmal absieht). Dieser Trialismus macht die Rechtsphilosophie zu einer Kulturphilosophie des Rechts.“
Der Rechtssoziologe Hubert Rottleuthner reiht sich selbst unter die „Dreifaltigkeits-Denker“ ein und bietet die folgende Triade, die zugleich auf das Recht übertragen lautet:
- „logisch, begriffsanalytisch (Rechtstheorie)“,
- „deskriptiv, empirische (Rechtsoziologie)“,
- „normative, praktisch (Rechtsphilosophie)“.[6]

### Triadisches Denken und Demokratie
Der Rechtsphilosoph Axel Montenbruck betrachtet die drei Elemente des demokratischen Credos „Freiheit, Gleichheit und Solidarität“ zunächst als mächtige einzelne Ideen und sieht sie dann als eine Gesamtheit von osmotischen enzellähnliche Subsysteme im Sinne von Niklas Luhmann: „Alle drei Ideen, Freiheit, Gleichheit und Solidarität, stützen sich deshalb gegenseitig. Sie bilden untereinander ein Netzwerk, das mehr bietet als die schlichte Summe von Elementen. Schon deshalb ist es sachgerechter, alle drei Grundideen, etwa als das Humane und im Sinne eines „demokratischen Verfassungs-Humanismus“ zu heiligen. Selbstverständlich stehen diese drei Ideen auch untereinander in einem Wettbewerb. Das „Gute“, der common sense oder auch die praktische Vernunft, besteht in der „Kunst“, nach den Umständen und im Konkreten aus allen drei Leitideen das Beste herauszuziehen. Dabei wird allerdings eine Sichtweise den Vorrang einnehmen müssen. So herrscht im Westen ein System, dessen Dreiklang in dieser Reihung verläuft: Zuerst besteht die Freiheit des Freien.“

### Drei-Welten-Modell und Naturalismus
Gerhard Vollmer setzt zwischen den Makrokosmos und den Mikrokosmos den sozialen Mesokosmos des Menschen und stellt zudem die Frage, ob der anatomisch moderne Mensch (Homo sapiens) aus evolutionsbiologischer Sicht den Mesokosmos überhaupt verlassen könne.